# Mnichov (okres Cheb)
Mnichov (Duits: Einsiedl) is een gemeente in de Tsjechische regio Karlsbad. De gemeente ligt op 725 meter hoogte, 10 kilometer ten noordoosten van Mariënbad. Naast het dorp Mnichov liggen ook de dorpen Sítiny en Rájov in de gemeente.

## Bezienswaardigheden
- Kerk van de Heilige Peter en Paul, gebouwd in 1725.
- Kloosterschool van de zusters van de Notre Dame uit 1856. Vroeger een meisjesinternaat, nu een kindertehuis.
- Kerk van de Hemelvaart van de maagd Maria, in Sítiny.
- Kerk van de Heilige Johannes en Paul, in Rájov.

Aš · 
Cheb · 
Dolní Žandov · 
Drmoul · 
Františkovy Lázně · 
Hazlov · 
Hranice · 
Krásná · 
Křižovatka · 
Lázně Kynžvart · 
Libá · 
Lipová · 
Luby · 
Mariënbad (Mariánské Lázně) · 
Milhostov · 
Milíkov · 
Mnichov · 
Nebanice · 
Nový Kostel · 
Odrava · 
Okrouhlá · 
Ovesné Kladruby · 
Plesná · 
Podhradí · 
Pomezí nad Ohří · 
Poustka · 
Prameny · 
Skalná · 
Stará Voda · 
Teplá · 
Trstěnice · 
Třebeň · 
Tři Sekery · 
Tuřany · 
Valy · 
Velká Hleďsebe · 
Velký Luh · 
Vlkovice · 
Vojtanov · 
Zádub-Závišín